# Сенчанський район
Сенчанський район — адміністративно-територіальна одиниця (1923—1931; 1935—1962).
Створений 7.03.1923 у складі Лубенської округи Сенчанської та Юсківецької (Ісковецької) волостей Лохвицького повіту (всього 11 сільрад).
Площа 293 кв.версти.
На 7.09.1923 населення — 23 541 чол.
Ліквідований 1931.
Відновлений 1935 у складі Харківської області.
22.11.1937 віднесений до новоутвореної Полтавської області.
Розформований 30 грудня 1962 року.
Центр — с.Сенча (тепер — Лохвицького району)